# 貓豆腐
貓豆腐（12月20日—）是日本男性漫畫家與同人作家。出身於和歌山縣。現居東京都練馬區。他的代表作《別當歐尼醬了！》於2017年起連載，其改編動畫於2023年播出。

## 生平

### 求學生涯
貓豆腐於智辯學園和歌山中學校和高等學校畢業，並於大阪大學基礎工學部休學。

### 成為漫畫家
貓豆腐於2004年進入同好會「GRINP」，開始同人活動。他主要在關東地方為動畫與遊戲作品二次創作。他的筆名「貓豆腐」取自真名姓氏的一部分修改而成，並考慮到了語感、易於記憶、易於搜索等方面。
2007年10月，他的作品於芳文社旗下雜誌《Manga Time Kirara Carat》2007年12月號開始連載，結束於2008年4月號。2009年5月，第二部作品《つかえて!コハル》於雜誌《Manga Time Kirara MAX》2009年7月號開始連載，結束於2011年1月號。2011年，《魔法少女奈葉ViVid》衍生漫畫《魔法少女奈葉ViVid LIFE》於KADOKAWA旗下雜誌《Comptiq》2011年5月號開始連載，2013年4月移至《月刊CompAce》繼續連載，結束於2016年4月號。
2017年2月，貓豆腐開始於自己的pixiv帳號連載漫畫《別當歐尼醬了！》。2017年5月起開始發行同人誌。2018年1月27日，貓豆腐自費發行《別當歐尼醬了！》同人誌的繁體中文版，並在數天後回收翻譯成本。2018年6月起經一迅社發售單行本。2019年4月起於一迅社旗下雜誌《月刊ComicREX》開始連載。2022年4月，公布漫畫獲改編電視動畫，並於2023年1月5日播出。截至2022年5月，漫畫已於pixiv、Niconico靜畫、《月刊ComicREX》持續連載。

## 著作
- （2007年12月號－2008年4月號，連載於《Manga Time Kirara Carat》）
- 《つかえて!コハル》（2009年7月號－2011年1月號，連載於《Manga Time Kirara MAX》）
- 《魔法少女奈葉ViVid LIFE》系列（2011年5月號－2016年4月號，原作：都築真紀）
- 《別當歐尼醬了！》（2019年6月號－，連載於《月刊ComicREX》）
  - 2017年2月25日起於pixiv連載，2018年1月29日起於Niconico靜畫連載。
- 《AQUA SHOOTERS!》（2021年11月26日－，網路連載）[23]

## 外部連結
- 貓豆腐的X（前Twitter）（日語）
- 貓豆腐的pixiv（日語）
- 貓豆腐的Niconico靜畫帳戶 （页面存档备份，存于） （日語）
- 貓豆腐的哔哩哔哩个人空间（中文）